# Jorge Volpi

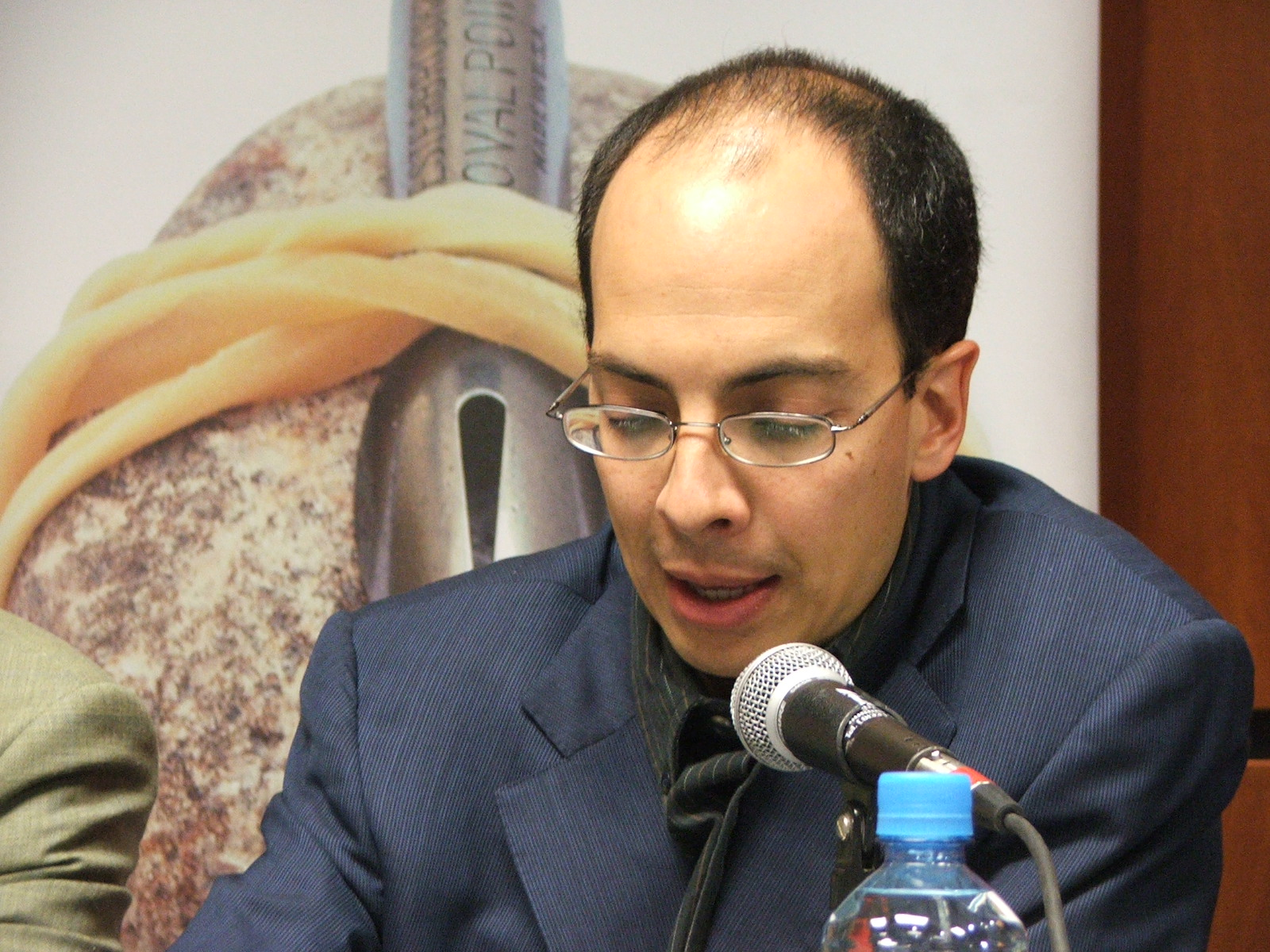
Jorge Volpi auf der Buchmesse von Guadalajara (2005)

Jorge Luis Volpi Escalante (* 10. Juli 1968 in Mexiko-Stadt) ist ein mexikanischer Schriftsteller. Er wird zur sogenannten Generación del Crack gezählt, einer Schriftstellerbewegung des ausgehenden 20. Jahrhunderts, deren Manifest eine Abkehr vom magischen Realismus fordert. Sein bekanntestes Werk ist der Roman Das Klingsor-Paradox.

## Leben
Volpi studierte Jura und Literaturwissenschaft an der Universidad Nacional Autónoma de México und promovierte später in spanischer Philologie an der Universität Salamanca in Spanien. Nach der Promotion war Volpi als Anwalt tätig, arbeitete später aber von 1992 bis 1994 als Sekretär des mexikanischen Generalstaatssekretärs Diego Valadés. Seitdem ist er hauptberuflich als freier Schriftsteller tätig.
In den Jahren 2001 bis 2004 war er Kulturattaché in der mexikanischen Botschaft in Paris. Seit 2007 ist er Direktor des Kultursenders der UNAM, Canal 22.

## Werke (Auswahl)
- A pesar del oscuro silencio. Joaquín Mortiz, 1993 ISBN 978-968-27-0532-8
- La paz de los sepulcros. Editorial Aldus, 1995 ISBN 978-968-6830-44-6
- El temperamento melancólico. Nueva Imagen, 1996 ISBN 978-968-39-1298-5
  - Der Würgeengel. Klett-Cotta, 2002 ISBN 978-3-608-93065-8
- En busca de Klingsor. Seix Barral, 1999; Rayo, 2008 ISBN 978-0-06-162672-2
  - Das Klingsor-Paradox. Klett-Cotta, 2001 ISBN 3-608-93066-3
- El fin de la locura. Seix Barral, 2003 ISBN 978-968-6941-84-5
- No será la tierra. Alfaguara, 2006 ISBN 978-970-770-654-5
  - Zeit der Asche. Roman in drei Akten. Klett-Cotta, 2009 ISBN 978-3-608-93701-5

## Auszeichnungen
- 1999 „Premio Biblioteca Breve“ (spanischer Literaturpreis) für Das Klingsor-Paradox
- 1999 „Deux-Océans-Grinzane-Cavour“ (französischer Literaturpreis) für Das Klingsor-Paradox
- 2018 Premio Alfaguara de Novela für Una novela criminal